# Sankt Gotthardstunneln

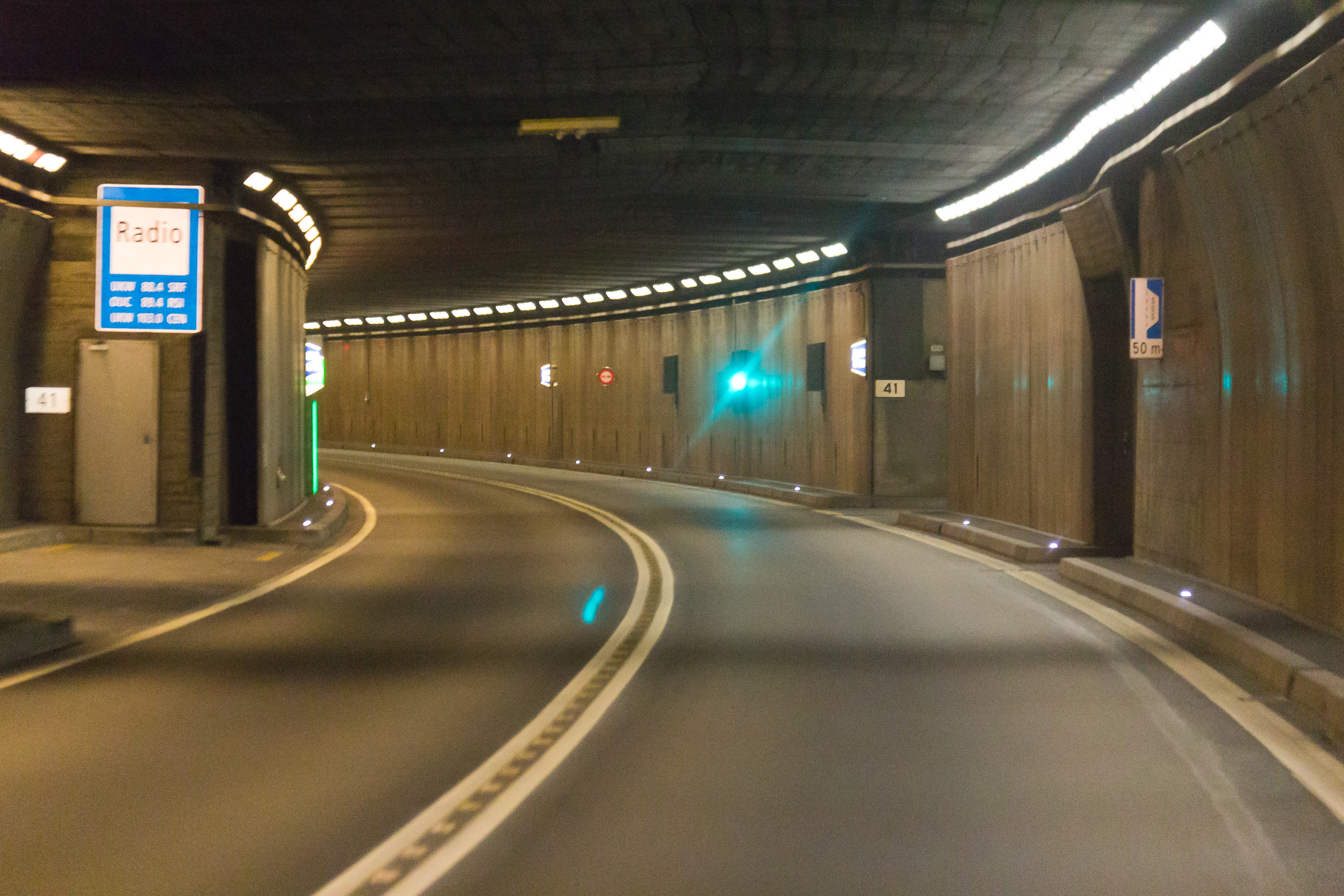
Sankt Gotthardstunneln inifrån. Tunneln har mötande trafik.

Sankt Gotthardstunneln är en tunnel i Schweiz under Sankt Gotthardsmassivet. Den utgör en del av Europaväg 35 och motorvägen A2 mellan tyska gränsen i Basel till Chiasso vid den italienska gränsen i Schweiz. Biltunneln invigdes 1980 och är 16,9 km lång. 
Trots motorvägsstatus har vägen i tunneln mötande trafik och trots daglig trängel har striderna mellan miljöaktivister och industrin om att bygga ut biltunneln med ytterligare ett rör har varit omfattande.[källa behövs] Folkomröstningar hölls 1995 och 2004 men slutade i båda fallen med nej till ytterligare en tunnel.
Den 24 oktober 2001 inträffade en trafikolycka där en lastbil körde ut på fel vägbana och krockade med en mötande lastbil. Totalt dog 11 personer och många fler skadades i olyckan som är den värsta tunnelolyckan i modern tid i Europa efter Mont Blancolyckan 1999. Sedan dess råder speciella restriktioner för lastbilstrafiken inne i tunneln.

## Järnvägstunneln
Järnvägstunneln som går bredvid biltunneln är 15,0 km lång. Den invigdes 1882, efter elva års byggtid, och kostade 227 miljoner schweizerfranc, en enorm summa på den tiden. Över 150 miljoner arbetstimmar lades ned på tunneln.

## Ny järnvägstunnel
Se Gotthardbastunneln.